# Charles-Joseph Sohier
Charles-Joseph-Balthazar Sohier (getauft 6. Januar 1728 in Lille; † 29. Juni 1759 ebenda) war ein französischer Geiger, Organist und Komponist.

## Leben
Charles-Joseph Sohier war der Sohn von Jean-Baptiste Sohier und Marie-Joseph Hanot, der Schwester des Geigers François Hanot. Im Dezember 1749 erhielt Sohier ein für 12 Jahre gültiges Privileg (privilège général) zur Veröffentlichung von Violinsonaten. Im März 1750, als er als erster Geiger des Concert de Lille tätig war, trat er in Paris zweimal mit großem Erfolg beim Concert Spirituel auf. 1754 war er Musiker in Tournai und lebte in der Pfarre Notre-Dame de Tounai, wo er am 30. Dezember Marie-Anne-Joseph Mallez heiratete. In der Zeit vor seinem Tod wirkte Sohier als Organist an der Kirche  St-Pierre in Lille. Auf den Titelblättern seiner gedruckten Noten trägt er den Beinamen l’aîné („der Ältere“) zur Unterscheidung von einem jüngeren Bruder, der zeitweise als Konzertmeister (premier dessus de violon) am Theater von Lille war und um 1786 starb.
Charakteristisch für Sohiers Solosonaten ist die ungewöhnliche asymmetrische Satzfolge langsam – schnell – schnell, während seine Streichersinfonien und Duosonaten dem üblicheren Schema schnell – langsam – schnell folgen. Sohiers Kompositionsweise wird als stilistisch konservativ und stark figuriert beschrieben, jedoch gefällig im melodischen Gestus; der Einsatz der Violintechnik erscheint als geschickt und kompetent.

## Werke
- Six sonates à violon seul et basse continue. op. 1. Paris 1750.[5][6]
- Simphonies à quatres parties. op. 2. Paris, ca. 1751.[7][8]
- Six sonates à deux violons. op. 4. Paris, ca. 1752–54.[9]